# Ihar Bokij
Ihar Aljaksandravič Bokij (in bielorusso Ігар Аляксандравіч Бокій?, traslitterato anche come Ihar Boki; Babrujsk, 12 ottobre 1995) è un nuotatore ipovedente bielorusso specializzato nel nuoto paralimpico nelle categorie S13, SB13 e SM13. In carriera ha partecipato ai Giochi Paralimpici del 2012, 2016, 2020 e 2024, diventando l'atleta paralimpico bielorusso più medagliato di sempre, e ha stabilito diversi record del mondo. Nel 2015 e nel 2018 è stato nominato nuotatore paralimpico dell'anno.

## Biografia
Ihar Bokij è nato a Babrujsk, in Bielorussia, il 28 giugno 1994. Fin da piccolo ha sofferto di problemi di vista ma era un bambino attivo ed energico. Ha iniziato a nuotare a sei anni, dopo che un medico consigliò alla famiglia tale sport per incanalare le sue energie.
Ha debuttato nelle gare internazionali a livello senior partecipando ai Campionati mondiali di nuoto paralimpico di Eindhoven nel 2010, dove ha conquistato il titolo iridato nei 100 metri farfalla (stabilendo anche il nuovo record del mondo con 57"28), 400 metri stile libero (con il tempo di 4'6"91, nuovo record del mondo), 100 metri dorso e 200 metri misti.
L'anno successivo, ai Campionati europei di nuoto paralimpico di Berlino, ha conquistato quattro medaglie d'oro e una di bronzo, e ha stabilito il nuovo record del mondo nei 100 metri farfalla S13, 100 metri dorso S13 e 200 metri misti SM13.
Nel 2012 a Londra ha partecipato per la prima volta ai Giochi paralimpici, vincendo 5 medaglie d'oro, una medaglia d'argento e stabilendo 4 nuovi record del mondo.
Nel 2013, ai Campionati mondiali di nuoto paralimpico che si sono svolti a Montréal, ha vinto 5 medaglie d'oro e ha migliorato il record mondiale nel 100 metri stile libero S13, nei 400 metri stile libero S13 e nei 200 metri misti SM13.
Sempre nel 2013 ha partecipato anche ai Campionati mondiali di nuoto non paralimpico, arrivando al 17º posto con la squadra bielorussa nella la staffetta 4x100 mista, al 46º posto nei 200 metri stile libero e al 35º posto nel 400 metri stile libero. Avrebbe voluto continuare ad allenarsi come nuotatore non paralimpico, ma non ha avuto il permesso dai medici per ragioni di sicurezza per via dei suoi problemi di vista. Ha quindi deciso di concentrarsi sulla carriera come nuotatore paralimpico.
L'anno successivo ai Campionati europei di Eindhoven ha vinto la medaglia d'oro nei 50 e nei 100 metri stile libero S13, stabilendo nel primo caso il nuovo record del mondo con il tempo di 23"21.
A luglio 2015 si è confermato campione mondiale nei 100 metri stile libero, farfalla e dorso S13, nei 200 misti SM13 e nei 400 metri stile libero S13, e ha conquistato inoltre la medaglia d'oro nei 50 metri stile libero S13 e l'argento nei 100 metri rana SB13 ai Campionati mondiali di nuoto paralimpico di Glasgow. Nello stesso anno è stato nominato nuotatore paralimpico dell'anno dalla rivista americana Swimming World Magazine.
Ad aprile 2016 ha partecipato ai Campionati europei di nuoto paralimpico a Funchal, in Portogallo, terminando la competizione con 6 medaglie d'oro e una di bronzo.
Nel 2016 ai Giochi paralimpici di Rio de Janeiro ha confermato le prestazioni di Londra, vincendo 6 medaglie d'oro e 1 di bronzo e diventando, con 13 medaglie complessive nelle due edizioni dei giochi, l'atleta paralimpico bielorusso più medagliato di sempre in qualunque sport.
Nel 2017 ai Campionati mondiali di nuoto paralimpico di Città del Messico ha terminato al primo posto tutte le 7 gare a cui ha partecipato. Ad agosto dell'anno successivo ai Campionati europei di nuoto paralimpico 2018 ha confermato lo stesso risultato, conquistano sette medaglie d'oro. In seguito a questi risultati nel 2018 la rivista Swimming World lo ha nominato per la seconda volta nuotatore paralimpico dell'anno.
Ai Mondiali del 2019, svoltisi a Londra nel mese di settembre, Bokij si è confermato come l'uomo da battere nella categoria S13, conquistando sei medaglie d'oro e una di bronzo.
I Campionati europei di nuoto paralimpico che avrebbero dovuto disputarsi nel 2020 sono stati rimandati a causa della pandemia di COVID-19 e si sono svolti a maggio 2021 a Funchal in Portogallo. Come nella due edizioni precedenti Bokij ha concluso sul podio tutte le gare a cui ha partecipato, vincendo 6 medaglie d'oro e una d'argento e stabilendo il nuovo primato mondiale nei 100 metri farfalla S13.
Alla fine di agosto 2021, nonostante un difficile recupero della forma fisica in seguito al contagio del COVID-19, ha partecipato alla sua terza edizione dei Giochi Paralimpici, vincendo la medaglia d'oro nei 50 metri stile libero S13, 100 metri farfalla S13, 100 metri dorso S13, 200 metri misti SM13 e 400 metri stile libero S13, mentre ha concluso al quinto posto la gara dei 100 metri rana SB13. Con un totale di 16 medaglie d'oro paralimpiche in tre edizioni dei giochi si è confermato l'atleta paralimpico più vincente del suo paese, e tra i dieci atleti paralimpici di tutti i paesi che hanno conquistato il maggior numero di ori.
Non ha potuto partecipare ai Campionati mondiali del 2022 e del 2023 per via del divieto ai nuotatori russi e bielorussi a partecipare alle competizioni internazionali in seguito all'invasione russa dell'Ucraina del 2022, mentre ad aprile 2024 ha partecipato come Atleta paralimpico neutrale ai Campionati europei di nuoto paralimpico, vincendo 5 medaglie d'oro e una d'argento e guadagnando il pass per partecipare ai Giochi Paralimpici di Parigi.
Ad agosto 2024 ha partecipato come Atleta paralimpico neutrale alle Paralimpiadi di Parigi, conquistando cinque medaglie d'oro e stabilendo il nuovo primato mondiale nei 200 metri misti SM13.

## Palmarès
| Anno | Manifestazione       | Sede              | Evento                 | Risultato | Prestazione | Note            |
| ---- | -------------------- | ----------------- | ---------------------- | --------- | ----------- | --------------- |
| 2010 | Mondiali paralimpici | Eindhoven         | 100 m farfalla S13     | Oro       | 57"28       | Record mondiale |
| 2010 | Mondiali paralimpici | Eindhoven         | 100 m dorso S13        | Oro       | 59"90       |                 |
| 2010 | Mondiali paralimpici | Eindhoven         | 200 m misti SM13       | Oro       | 2'12"84     |                 |
| 2010 | Mondiali paralimpici | Eindhoven         | 400 m stile libero S13 | Oro       | 4'6"91      | Record mondiale |
| 2011 | Europei paralimpici  | Berlino           | 100 m farfalla S13     | Oro       | 56"24       | Record mondiale |
| 2011 | Europei paralimpici  | Berlino           | 100 m dorso S13        | Oro       | 59"12       | Record mondiale |
| 2011 | Europei paralimpici  | Berlino           | 100 m stile libero S13 | Bronzo    | 53"91       |                 |
| 2011 | Europei paralimpici  | Berlino           | 200 m misti SM13       | Oro       | 2'10"75     | Record mondiale |
| 2011 | Europei paralimpici  | Berlino           | 400 m stile libero S13 | Oro       | 4'7"28      |                 |
| 2012 | Giochi paralimpici   | Londra            | 50 m stile libero S13  | Argento   | 24"07       |                 |
| 2012 | Giochi paralimpici   | Londra            | 100 m stile libero S13 | Oro       | 51"91       | Record mondiale |
| 2012 | Giochi paralimpici   | Londra            | 100 m farfalla S13     | Oro       | 55"50       |                 |
| 2012 | Giochi paralimpici   | Londra            | 100 m dorso S13        | Oro       | 56"97       | Record mondiale |
| 2012 | Giochi paralimpici   | Londra            | 200 m misti SM13       | Oro       | 2'06"30     | Record mondiale |
| 2012 | Giochi paralimpici   | Londra            | 400 m stile libero S13 | Oro       | 3'58"78     | Record mondiale |
| 2013 | Mondiali paralimpici | Montréal          | 100 m stile libero S13 | Oro       | 51"05       | Record mondiale |
| 2013 | Mondiali paralimpici | Montréal          | 100 m farfalla S13     | Oro       | 54"99       |                 |
| 2013 | Mondiali paralimpici | Montréal          | 100 m dorso S13        | Oro       | 56"99       |                 |
| 2013 | Mondiali paralimpici | Montréal          | 200 mmisti SM13        | Oro       | 2'03"79     | Record mondiale |
| 2013 | Mondiali paralimpici | Montréal          | 400 m stile libero S13 | Oro       | 3'55"56     | Record mondiale |
| 2014 | Europei paralimpici  | Eindhoven         | 50 m stile libero S13  | Oro       | 23"21       | Record mondiale |
| 2014 | Europei paralimpici  | Eindhoven         | 100 m stile libero S13 | Oro       | 51"24       |                 |
| 2015 | Mondiali paralimpici | Glasgow           | 50 m stile libero S13  | Oro       | 23"20       | Record mondiale |
| 2015 | Mondiali paralimpici | Glasgow           | 100 m stile libero S13 | Oro       | 50"85       | Record mondiale |
| 2015 | Mondiali paralimpici | Glasgow           | 100 m farfalla S13     | Oro       | 54"44       | Record mondiale |
| 2015 | Mondiali paralimpici | Glasgow           | 100 m dorso S13        | Oro       | 56"74       | Record mondiale |
| 2015 | Mondiali paralimpici | Glasgow           | 100 m rana SB13        | Argento   | 1'07"11     |                 |
| 2015 | Mondiali paralimpici | Glasgow           | 200 m misti SM13       | Oro       | 2'04"06     |                 |
| 2015 | Mondiali paralimpici | Glasgow           | 400 m stile libero S13 | Oro       | 3'59"48     |                 |
| 2016 | Europei paralimpici  | Funchal           | 50 m stile libero S13  | Oro       | 23"61       |                 |
| 2016 | Europei paralimpici  | Funchal           | 100 m stile libero S13 | Oro       | 50"87       |                 |
| 2016 | Europei paralimpici  | Funchal           | 100 m farfalla S13     | Oro       | 54"65       |                 |
| 2016 | Europei paralimpici  | Funchal           | 100 m dorso S13        | Oro       | 56"81       | Record mondiale |
| 2016 | Europei paralimpici  | Funchal           | 100 m rana SB13        | Bronzo    | 1'07"25     |                 |
| 2016 | Europei paralimpici  | Funchal           | 200 m misti SM13       | Oro       | 2'05"34     |                 |
| 2016 | Europei paralimpici  | Funchal           | 400 m stile libero S13 | Oro       | 3'56"97     |                 |
| 2016 | Giochi paralimpici   | Rio de Janeiro    | 50 m stile libero S13  | Oro       | 23"44       |                 |
| 2016 | Giochi paralimpici   | Rio de Janeiro    | 100 m stile libero S13 | Oro       | 50"90       |                 |
| 2016 | Giochi paralimpici   | Rio de Janeiro    | 100 m farfalla S13     | Oro       | 53"85       | Record mondiale |
| 2016 | Giochi paralimpici   | Rio de Janeiro    | 100 m dorso S13        | Oro       | 56"68       | Record mondiale |
| 2016 | Giochi paralimpici   | Rio de Janeiro    | 100 m rana SB13        | Bronzo    | 1'06"71     |                 |
| 2016 | Giochi paralimpici   | Rio de Janeiro    | 200 m misti SM13       | Oro       | 2'04"02     |                 |
| 2016 | Giochi paralimpici   | Rio de Janeiro    | 400 m stile libero S13 | Oro       | 3'55"62     |                 |
| 2017 | Mondiali paralimpici | Città del Messico | 50 m stile libero S13  | Oro       | 23"53       |                 |
| 2017 | Mondiali paralimpici | Città del Messico | 100 m stile libero S13 | Oro       | 52"24       |                 |
| 2017 | Mondiali paralimpici | Città del Messico | 100 m farfalla S13     | Oro       | 54"75       |                 |
| 2017 | Mondiali paralimpici | Città del Messico | 100 m dorso S13        | Oro       | 57"45       |                 |
| 2017 | Mondiali paralimpici | Città del Messico | 100 m rana SB13        | Oro       | 1'06"17     |                 |
| 2017 | Mondiali paralimpici | Città del Messico | 200 m misti SM13       | Oro       | 2'07"50     |                 |
| 2017 | Mondiali paralimpici | Città del Messico | 400 m stile libero S13 | Oro       | 4'03"74     |                 |
| 2018 | Europei paralimpici  | Dublino           | 50 m stile libero S13  | Oro       | 23"77       |                 |
| 2018 | Europei paralimpici  | Dublino           | 100 m stile libero S13 | Oro       | 50"65       | Record mondiale |
| 2018 | Europei paralimpici  | Dublino           | 100 m farfalla S13     | Oro       | 53"95       |                 |
| 2018 | Europei paralimpici  | Dublino           | 100 m dorso S13        | Oro       | 57"00       |                 |
| 2018 | Europei paralimpici  | Dublino           | 100 m rana SB13        | Oro       | 1'05"97     |                 |
| 2018 | Europei paralimpici  | Dublino           | 200 m misti SM13       | Oro       | 2'04"19     |                 |
| 2018 | Europei paralimpici  | Dublino           | 400 m stile libero S13 | Oro       | 4'01"12     |                 |
| 2019 | Mondiali paralimpici | Londra            | 50 m stile libero S13  | Oro       | 23"30       |                 |
| 2019 | Mondiali paralimpici | Londra            | 100 m stile libero S13 | Oro       | 50"74       |                 |
| 2019 | Mondiali paralimpici | Londra            | 100 m farfalla S13     | Oro       | 53"95       |                 |
| 2019 | Mondiali paralimpici | Londra            | 100 m dorso S13        | Oro       | 57"73       |                 |
| 2019 | Mondiali paralimpici | Londra            | 100 m rana SB13        | Bronzo    | 1'05"50     |                 |
| 2019 | Mondiali paralimpici | Londra            | 200 m misti SM13       | Oro       | 2'05"04     |                 |
| 2019 | Mondiali paralimpici | Londra            | 400 m stile libero S13 | Oro       | 3'57"90     |                 |
| 2021 | Europei paralimpici  | Funchal           | 50 m stile libero S13  | Oro       | 23"32       |                 |
| 2021 | Europei paralimpici  | Funchal           | 100 m stile libero S13 | Oro       | 50"85       |                 |
| 2021 | Europei paralimpici  | Funchal           | 100 m farfalla S13     | Oro       | 53"72       | Record mondiale |
| 2021 | Europei paralimpici  | Funchal           | 100 m dorso S13        | Oro       | 56"95       |                 |
| 2021 | Europei paralimpici  | Funchal           | 100 m rana SB13        | Argento   | 1'06"20     |                 |
| 2021 | Europei paralimpici  | Funchal           | 200 m misti SM13       | Oro       | 2'04"31     |                 |
| 2021 | Europei paralimpici  | Funchal           | 400 m stile libero S13 | Oro       | 3'58"96     |                 |
| 2021 | Giochi paralimpici   | Tokyo             | 50 m stile libero S13  | Oro       | 23"21       |                 |
| 2021 | Giochi paralimpici   | Tokyo             | 100 m farfalla S13     | Oro       | 53"80       |                 |
| 2021 | Giochi paralimpici   | Tokyo             | 100 m dorso S13        | Oro       | 56"36       | Record mondiale |
| 2021 | Giochi paralimpici   | Tokyo             | 200 m misti SM13       | Oro       | 2'02"70     | Record mondiale |
| 2021 | Giochi paralimpici   | Tokyo             | 400 m stile libero S13 | Oro       | 3'58"18     |                 |
| 2024 | Europei paralimpici  | Funchal           | 50 m stile libero S13  | Oro       | 23"81       |                 |
| 2024 | Europei paralimpici  | Funchal           | 100 m stile libero S13 | Oro       | 51"20       |                 |
| 2024 | Europei paralimpici  | Funchal           | 100 m farfalla S13     | Oro       | 54"30       |                 |
| 2024 | Europei paralimpici  | Funchal           | 100 m dorso S13        | Argento   | 58"39       |                 |
| 2024 | Europei paralimpici  | Funchal           | 200 m misti SM13       | Oro       | 2'04"87     |                 |
| 2024 | Europei paralimpici  | Funchal           | 400 m stile libero S13 | Oro       | 3'59"90     |                 |
| 2024 | Giochi paralimpici   | Parigi            | 50 m stile libero S13  | Oro       | 23"65       |                 |
| 2024 | Giochi paralimpici   | Parigi            | 100 m farfalla S13     | Oro       | 54"13       |                 |
| 2024 | Giochi paralimpici   | Parigi            | 100 m dorso S13        | Oro       | 56"60       |                 |
| 2024 | Giochi paralimpici   | Parigi            | 200 m misti SM13       | Oro       | 2'02"03     | Record mondiale |
| 2024 | Giochi paralimpici   | Parigi            | 400 m stile libero S13 | Oro       | 3'58"37     |                 |

## Riconoscimenti
- Nuotatore paralimpico dell'anno: 2015, 2018